# Pandemia de COVID-19 en Barbados
El primer caso de la Pandemia de enfermedad por coronavirus de 2019-2020 en Barbados ocurrió el 17 de marzo de 2020, un turista estadounidense y uno nacional se contagiaron.
El gobierno declaró una emergencia de salud pública (que finalizará el 30 de junio) y el país se encuentra actualmente bajo un toque de queda nocturno de 8:00 p. m. a 5:00 a. m. (que finalizará después del 17 de mayo): muchos negocios están cerrados y muchas de las empresas que pueden abrir están sujetas a un calendario basado en el apellido.

## Cronología

### Marzo de 2020
El 17 de marzo de 2020, el ministro de Salud y Bienestar, Teniente Coronel Jeffrey Bostic, confirmó los dos primeros casos en Barbados . Permanecerán aislados hasta que se recuperen. 
El 19 de marzo de 2020, se confirmaron tres casos más, con lo que el número total de casos asciende a cinco, incluido el esposo del primer caso, así como un pasajero de un crucero y una persona de Nueva York.
Al 24 de marzo de 2020, había 18 casos confirmados en total.
El 26 de marzo de 2020, la primera ministra Mia Mottley anunció que el país llegó a 24 casos y entraría en la etapa tres del Plan Nacional de Preparación COVID-19. Se declaró una emergencia de salud pública y estaría en vigor un toque de queda del 28 de marzo al 14 de abril, lo que impedirá que las personas salgan de sus hogares de las 20:00 a las 6:00 horas, con movimientos limitados durante el día. Los negocios del sector privado estarían cerrados a partir del 28 de marzo de 2020 a las 20:00 horas hasta el 15 de abril de 2020, excepto aquellos excluidos por el gobierno como abarrotes, farmacias, gasolineras y granjas, con horarios de operación permitidos específicos para cada tipo de negocio . Los restaurantes aún podrían abrir, pero solo para servicios de autoservicio y para llevar. Las personas que contravengan la orden sin una explicación razonable podrían ser multadas con BBD $ 50,000, un año de prisión.
El 27 de marzo de 2020, el ministro de Salud anunció que el número total de casos llegaba a 26. Para esa fecha, Barbados había realizado 234 pruebas en total. 
El 29 de marzo de 2020, el director médico interino, el Dr. Anton Best, anunció siete nuevos casos, lo que elevó el número total de casos a 33. De esos casos, 19 fueron importados, 11 se identificaron mediante el rastreo de contactos y 2 aún se estaban investigando. 16 de los casos fueron hombres y 17 mujeres. Para esa fecha, Barbados había realizado 287 pruebas en total y no había evidencia de propagación comunitaria . 
El 30 de marzo de 2020, el ministro de Salud y Bienestar, Jeffrey Bostic, anunció un nuevo caso, con lo que el número total de casos confirmados asciende a 34.

### Abril de 2020
El 1 de abril de 2020, el primer ministro en funciones, Santia Bradshaw, anunció que 11 pruebas dieron positivo el día anterior, 31 de marzo de 2020, lo que eleva el número total de casos confirmados a 45 y el número total de pruebas realizadas a 382. 
El 2 de abril de 2020, la primera ministra en funciones, Santia Bradshaw, anunció que debido a que la gente todavía se estaba congregando en grandes grupos a pesar de las medidas anteriores, Barbados estaría sujeto a un toque de queda de 24 horas a partir del 3 de abril de 2020 a las 6:00 p. m. A partir de esa fecha se cerrarían todos los supermercados, mini marts, restaurantes, oficinas gubernamentales, departamentos y corporaciones estatutarias, se prohibiría la venta de alcohol y solo se permitiría a las personas salir de sus casas para "ir a la farmacia, a buscar asistencia médica, o si es parte de los servicios esenciales, o si está haciendo negocios con alguna de las empresas, que están exentas bajo esta Orden ". Algunos vendedores de alimentos, como panaderías, depósitos de pan y "tiendas del pueblo", podrían operar durante las horas designadas, pero no podrían tener más de tres personas congregadas a la vez.
El 3 de abril de 2020, el inicio del toque de queda se retrasó hasta las 20:00 horas. para que los trabajadores tengan tiempo de irse a casa después de callar. 
Al 4 de abril de 2020, se habían confirmado 52 casos en total, con edades comprendidas entre los 17 y los 83 años. 27 eran hombres y 25 mujeres.  Para esa fecha, todos los casos seguían activos: no había habido muertes ni recuperaciones. 
El 5 de abril de 2020, Barbados anunció su primera muerte relacionada con COVID-19, un hombre de 81 años con afecciones subyacentes que había regresado a Barbados desde el Reino Unido el 22 de marzo, así como sus primeras seis recuperaciones del virus: cuatro hombres y dos mujeres que serían dados de alta del aislamiento en instalaciones médicas ese día. También se anunciaron cuatro nuevos casos, lo que eleva el número total de casos confirmados a 56 (28 hombres y 28 mujeres) de 527 pruebas, la mayoría de casos leves a moderados. Todavía no había evidencia de propagación comunitaria. Hasta esa fecha sólo se habían utilizado tres ventiladores de los 37 que son propiedad del gobierno y 11 del sector privado y puestos a disposición del gobierno. Se encargaron 150 ventiladores de diversas fuentes. El gobierno de los Estados Unidos había confiscado un pedido de 20 ventiladores pagados por un filántropo.Se esperaba que Rihanna llegara a Barbados la semana siguiente. 
También el 5 de abril, un equipo de 100 profesionales de la salud llegó desde Cuba ese día y serían examinados a su llegada. Ofrecerían apoyo a los equipos médicos locales de primera línea y comenzarían a trabajar en las instalaciones de Harrison Point una vez que estuvieran terminadas. 
El 7 de abril de 2020, se anunció que los días 8, 9 y 11 de abril, los supermercados reabrirían de 9:00 a. m. a 4:00 p. m. para tomar pedidos en línea o por teléfono para recoger o entregar en la acera, aunque no se permitiría a los clientes. para entrar al supermercado. 
El 8 de abril, las instalaciones de Harrison Point fueron entregadas al Hospital Queen Elizabeth para que las equiparan con mobiliario y equipo. Los trabajos de construcción que habían finalizado el día anterior habían llevado algo menos de cinco semanas. 
El 11 de abril de 2020, la primera ministra Mia Mottley anunció que el toque de queda de 24 horas se ampliaría para finalizar a la medianoche del 3 de mayo, en lugar del 14 de abril. Las escuelas ya no podrían reabrir el 14 de abril, por lo que se explorarían las opciones de aprendizaje electrónico y a distancia, mientras que se pospondrían los exámenes de ingreso común y CXC. El primer ministro recordó a la población que no había escasez de alimentos en el país y anunció un nuevo cronograma basado en el apellido que los proveedores de alimentos y los bancos comenzarían a utilizar. 
El 18 de abril de 2020, 23 días después de la declaración de la emergencia de salud pública y 15 días después del inicio del toque de queda de 24 horas, Barbados logró tres días consecutivos sin nuevos casos confirmados. A esa fecha se habían realizado 1.000 pruebas, resultando en 75 casos confirmados (38 mujeres, 37 hombres) con edades comprendidas entre los 7 y 95 años. Hubo 17 recuperaciones y 5 muertes (1 mujer, 4 hombres) con 53 casos aún activos. 
El 19 de abril de 2020, la instalación de Harrison Point recibió a sus primeros pacientes y los pacientes continuarían siendo trasladados allí desde la instalación de Enmore y la instalación de Blackman and Gollop durante los días siguientes. 
El 20 de abril de 2020, la primera ministra en funciones, Santia Bradshaw, anunció que, si bien el toque de queda permanecería en vigor, se aplicarían algunas medidas para aliviar sus restricciones, entre las que se incluyen: horarios de apertura más largos para supermercados y mini marts; las tiendas de informática pueden abrir para entregas y recogidas en la acera; y las gasolineras ya no se incluyen en el horario de compra alfabético. Además, a los miembros del público que deberían haber permitido comprar en días festivos se les permitiría comprar en otros horarios asignados ( el Día de los Héroes Nacionales y el Primero de Mayo caen durante el período de toque de queda). El ministro de Salud y Bienestar, Jeffrey Bostic, anunció que se ampliaría el alcance de las pruebas y que solo se estaba utilizando un ventilador en ese momento. 
El 24 de abril de 2020, el Parlamento de Barbados prorrogó el estado de emergencia hasta el 30 de junio. La fecha de finalización del toque de queda, el 3 de mayo, no se ajustó.
El 30 de abril de 2020, el primer ministro anunció que a partir del 4 de mayo el toque de queda de 24 horas volvería a ser un toque de queda nocturno, vigente de 20:00 a 05:00 horas. Se permitiría la reapertura de algunos negocios de bajo riesgo, la venta de alcohol ya no estaría prohibida y las playas estarían abiertas de 6:00 a. m. a 9:00 a. m..

## Respuesta
Desde poco tiempo después del primer caso confirmado, varios miembros del gobierno y la comunidad médica han proporcionado actualizaciones diarias al público , entre ellos: la primera ministra , Mia Mottley ; La primera ministra y Ministra de Educación en funciones, Santia Bradshaw; El ministro de Salud y Bienestar , teniente coronel Jeffrey Bostic; El director médico interino, Dr. Anton Best; Jefe de Enfermedades Infecciosas del Hospital Queen Elizabeth , Dr. Corey Forde; COVID-19 zar , Richard Carter. [ cita requerida ]
El gobierno ha fomentado el distanciamiento social, sugiriendo que las personas practiquen el distanciamiento físico de seis pies,  limitando el tamaño de las reuniones (inicialmente a 100,  luego 25,  y finalmente a tres  ) y recomendó encarecidamente usando máscaras de tela en público.

### Etapas
Se instaló una línea directa COVID-19 (536-4500) y se definieron cuatro etapas: 
- Etapa 0: sin casos. Durante esta etapa, los preparativos se harían antes de la llegada del virus. [ cita requerida ]
- Etapa 1: un caso confirmado. La etapa 1 se inició el 17 de marzo cuando se anunciaron los dos primeros casos confirmados.
- Etapa 2: propagación limitada de persona a persona. La etapa 2 se ingresó el 21 de marzo cuando se anunció el 14.º caso confirmado.
- Etapa 3: propagación extensa de persona a persona. La etapa 3 se ingresó el 26 de marzo cuando se anunció el 24.º caso confirmado.

### Instalaciones
El gobierno ha establecido cuatro lugares para uso en cuarentena y / o aislamiento: 
- Base Paragon de la Fuerza de Defensa de Barbados , Christ Church
- Enmore, Collymore Rock, St. Michael
- Escuela primaria Blackman y Gollop, Staple Grove, Christ Church
- Harrison Point, St. Lucy - La instalación tiene una capacidad para más de 200 camas  y recibió a sus primeros pacientes el 19 de abril.

Se utilizará un equipo de 100 especialistas en cuidados intensivos de Cuba para impulsar el sistema de salud, y varios de ellos estarán estacionados en Harrison Point. 
Para obtener más información sobre la instalación de cuarentena, muchos han encontrado útil la siguiente plataforma Quarantine Solved (www.quarantine-solved.info/barbados) 

### Probando
En febrero, el Laboratorio de Salud Pública Best-dos Santos se convirtió en uno de los primeros laboratorios del Caribe en estar listo para la prueba de COVID-19 , habiendo recibido capacitación el 10 y 11 de febrero sobre el protocolo de PCR, así como kits de prueba y reactivos en colaboración. con la Organización Panamericana de la Salud (OPS) y el Ministerio de Salud y Bienestar .  Se dice que la primera prueba se realizó el 11 de febrero. 
Además de los 50.000 kits de prueba que se dice están solicitados a través de la OPS , el 11 de abril el gobierno anunció la compra de 20.000 kits al costo de las Islas Caimán .  A esa fecha, el país informó 747 pruebas, incluidas nuevas pruebas de pacientes con COVID recuperados. 
El 20 de abril, el ministro de Salud y Bienestar, Jeffrey Bostic, anunció que el alcance de las pruebas se ampliaría ya que el gobierno estaba en posesión de 27.000 kits de prueba y 2.800 intercambios. A esa fecha, se habían realizado 1.063 pruebas en 68 días (75 positivas).  Durante los siguientes 6 días, se realizaron 600 pruebas adicionales llevando el recuento a 1,663 pruebas completadas (79 positivas). 
Para obtener más información sobre las pruebas durante la llegada al aeropuerto y el procedimiento que sigue, muchos viajeros han encontrado útil la siguiente plataforma Quarantine Solved (www.quarantine-solved.info/barbados) [41]

### Emergencia de salud pública y toque de queda
El 26 de marzo de 2020, la primera ministra Mia Mottley anunció que el país llegó a 24 casos y entraría en la etapa tres del Plan Nacional de Preparación COVID-19. Como tal, se declaró una emergencia de salud pública y se estableció un toque de queda a partir del 28 de marzo a las 8:00 p. m.. 
Inicialmente, el toque de queda solo se aplicaba en su totalidad desde las 8:00 p. m. a las 6:00 a. m. con una solicitud de movimiento limitado durante el día y debía terminar el 14 de abril. Sin embargo, debido a que las personas aún se congregan en grandes grupos, se cambió a un toque de queda de 24 horas el 3 de abril a las 8:00 p. m., hora a partir de la cual se cerrarían todos los negocios con muy pocas excepciones, incluidos los supermercados y las oficinas gubernamentales, y la venta del alcohol estaría prohibido. A las personas solo se les permitiría salir de casa por motivos médicos o si se consideraba que formaban parte de los servicios esenciales o los apoyaban.  El 11 de abril de 2020, el toque de queda se amplió aún más para finalizar a la medianoche del 3 de mayo. 
El 24 de abril de 2020, el Parlamento de Barbados extendió el estado de emergencia desde su fecha de finalización original del 27 de abril (30 días después de su inicio) hasta el 30 de junio basándose en la expectativa de que el país aún estaría lidiando con los efectos del virus en el pasado. 27 de abril. También permitiría la aplicación del toque de queda hasta su fecha límite actual, el 3 de mayo. El toque de queda en sí no se ajustó.

## Impacto
Se han impuesto restricciones a las visitas a instalaciones médicas y hogares de ancianos, mientras que se han prohibido las visitas a centros de cuarentena, centros de aislamiento y prisiones. 
El Crop Over de 2020 y el Festival de Artes Creativas de la Independencia Nacional (NIFCA) fueron cancelados. 

### Muertes
Hasta el 30 de abril se habían registrado 7 muertes relacionadas con el covid en Barbados, la primera de las cuales se anunció el 5 de abril. Había 2 mujeres, de 57 y 78 años, y 5 hombres de entre 52 y 95 años. Se anunció que la mayoría tenían comorbilidades , generalmente diabetes o una afección médica subyacente no especificada. Al menos uno no era de Barbados, sino de otra nación de CARICOM . 

### Economía
Se han cerrado todos los negocios no esenciales, incluidos los restaurantes.  Con el inicio del toque de queda de 24 horas el 3 de abril, la mayoría de las empresas cerraron, incluidos los supermercados. Las restricciones en algunas empresas se suavizaron con el tiempo, y los supermercados pudieron abrir para entregas y recogidas en la acera a partir del 8 de abril, aunque los clientes aún no podían ingresar al supermercado. Algunos supermercados ofrecían paquetes preempaquetados con artículos de su elección a BBD $ 25, $ 50, $ 100 o $ 150. Las tiendas del pueblo y los mini-mercados también pudieron recibir pedidos y ofrecer paquetes preempaquetados. El 15 de abril, después de recordar a la población que no había escasez de alimentos en el país, el primer ministro anunció que si bien continuarían las recolecciones y entregas en la acera, los vendedores de frutas y verduras podrían reanudar sus operaciones y los supermercados, las lonjas de pescado, ferreterías y bancos también implementarían un nuevo enfoque en el que los clientes podrían hacer negocios en la propiedad en días y horas específicos de la semana en función de la primera letra de su apellido. El cronograma también asignaría horarios especiales para el cuidado de la salud y otros trabajadores esenciales, personas mayores y discapacitados. El 20 de abril de 2020, se permitió que los supermercados y los mini marts abrieran por más tiempo, las tiendas de informática abrieron para entregas y recogidas en la acera, y las gasolineras ya no se incluyeron en el horario de compras alfabético. 
| lunes              | martes                            | miércoles              | jueves                  | viernes             | sábado                 | domingo                           |
| Horario de compras | Horario de compras                | Horario de compras     | Horario de compras      | Horario de compras  | Horario de compras     | Horario de compras                |
| ------------------ | --------------------------------- | ---------------------- | ----------------------- | ------------------- | ---------------------- | --------------------------------- |
| 8:00 am - 11:00 am | 8:00 am - 11:00 am                | 8:00 am - 11:00 am     | 8:00 am - 11:00 am      | 8:00 am - 11:00 am  | 8:00 am - 11:00 am     | 9:00 am - 11:00 am                |
| A, B               | Personas mayores y discapacitadas | C, D, E, F             | G, H, I, J, K           | L, M, N, O, P, Q, R | S, T, U, V, W, X, Y, Z | Personas mayores y discapacitadas |
|                    |                                   |                        |                         |                     |                        |                                   |
| 1:00 pm - 4:00 pm  | 1:00 pm - 4:00 pm                 | 1:00 pm - 4:00 pm      | 1:00 pm - 4:00 pm       | 1:00 pm - 4:00 pm   | 1:00 pm - 4:00 pm      | 11:00 am a 2:00 pm                |
| G, H, I, J, K      | L, M, N, O, P, Q, R               | S, T, U, V, W, X, Y, Z | Trabajadores esenciales | A, B                | C, D, E, F             | Trabajadores esenciales           |
|                    |                                   |                        |                         |                     |                        |                                   |
| Horario bancario   |                                   |                        |                         |                     |                        |                                   |
|                    |                                   |                        |                         |                     |                        |                                   |
| 9:00 am - 1:00 pm  | 9:00 am - 1:00 pm                 | 9:00 am - 1:00 pm      | 9:00 am - 1:00 pm       | 9:00 am - 1:00 pm   |                        |                                   |
| A, B               | Personas mayores y discapacitadas | C, D, E, F             | G, H, I, J, K           | L, M, N, O, P, Q, R |                        |                                   |
|                    |                                   |                        |                         |                     |                        |                                   |
|                    |                                   | 1:00 pm - 4:00 pm      | 1:00 pm - 4:00 pm       |                     |                        |                                   |
|                    |                                   | S, T, U, V, W, X, Y, Z | Trabajadores esenciales |                     |                        |                                   |

Las empresas que apoyan los servicios esenciales pueden solicitar una excepción al fiscal general para poder operar.  NIS crearía un sistema con trabajadores adicionales para gestionar el mayor número de personas que solicitan prestaciones por desempleo . 
Como resultado de la presentación de más de 14.000 solicitudes de prestaciones por desempleo,  NIS creó un sistema separado con trabajadores adicionales para gestionar las prestaciones por desempleo con el objetivo de tener los primeros cheques disponibles en 10 días. Los cheques cubrirían cuatro semanas en lugar de una.

### Educación
Se han cerrado todas las escuelas y, aunque inicialmente se esperaba que reabrieran el 14 de abril, la ampliación del toque de queda al 3 de mayo lo impidió. Algunas escuelas pueden estudiar la posibilidad de e-learning y educación a distancia como una alternativa. Se han pospuesto los exámenes nacionales y regionales como el ingreso común y el CXC . 

### Viajar
Las fronteras del país no se han cerrado al tráfico de aerolíneas comerciales, aunque todavía hay muy pocos vuelos de pasajeros en funcionamiento y algunos pasajeros que lleguen estarán sujetos a una cuarentena de 14 días.